# بورسخلو
بورسخلو هي قرية في مقاطعة ميانة، إيران. عدد سكان هذه القرية هو 307 في سنة 2006.